# Skellefteå Fotbollförening
O Skellefteå Fotboll, ou simplesmente Skellefteå FF, é um clube de futebol da Suécia fundado em  1921. Sua sede fica localizada em Skellefteå, na Bótnia Ocidental.